# Гомес, Джозеф
Джо́зеф Дэ́вид («Джо») Го́мес (англ. Joseph David («Joe») Gomez; род. 23 мая 1997, Кэтфорд, Большой Лондон) — английский футболист, защитник клуба «Ливерпуль». Игрок Сборной Англии.

## Клубная карьера
Джозеф — воспитанник футбольной академии «Чарльтон Атлетик», за молодёжную команду (до 18 лет) которого он дебютировал в 13 лет. Несмотря на интерес клубов английской Премьер-Лиги к защитнику, Гомес подписал в 2014 году свой первый профессиональный контракт с «Эддикс».
Дебют Джозефа за основную команду «Чарльтона» состоялся 12 августа 2014 года в матче Кубка Футбольной лиги против «Колчестер Юнайтед», в котором он провёл на поле все 90 минут на позиции правого защитника. Неделю спустя Гомес впервые сыграл за «Чарльтон» в чемпионате.В конце сезона получил награду, как лучшему молодому игроку и претендовал на приз лучшего новичка Чемпионшипа.

### «Ливерпуль»
20 июня 2015 года перешёл в «Ливерпуль» за 3,5 млн фунтов. Дебютировал в августе 2015 года, вышел в стартовом составе матча 1-го тура Премьер-лиги со «Сток Сити». В 2015 году получил травму передней крестообразной связки, тем самым, пропустив большую часть чемпионата.
В сезоне 2017/18 он провел в составе «Ливерпуля» 23 матча и отметился двумя результативными передачами.

## Карьера в сборной
Гомес выступал за юношеские сборные Англии до 16 и до 17 лет. В мае 2014 года Джо был включён в состав сборной Англии на юношеский чемпионат Европы 2014 в Мальте. На турнире защитник провёл без замен все пять матчей своей команды, выиграл чемпионский титул и был включён в символическую сборную первенства. В настоящее время выступает за молодёжную сборную Англии.
Дебют в главной сборной состоялся 10 ноября 2017 года в товарищеском матче со сборной Германии. Джозеф вышел на замену на 25-й минуте. Матч завершился нулевой ничьей.
В 2018 году не попал в заявку на ЧМ из-за травмы лодыжки. А уже осенью сыграл в 3 из 4 матчей Лиги Наций.

## Статистика выступлений за сборную
| Матчи Джозефа Гомеса за сборную Англии | Матчи Джозефа Гомеса за сборную Англии | Матчи Джозефа Гомеса за сборную Англии | Матчи Джозефа Гомеса за сборную Англии | Матчи Джозефа Гомеса за сборную Англии | Матчи Джозефа Гомеса за сборную Англии | Матчи Джозефа Гомеса за сборную Англии |
| -------------------------------------- | -------------------------------------- | -------------------------------------- | -------------------------------------- | -------------------------------------- | -------------------------------------- | -------------------------------------- |
| №                                      | Дата                                   | Оппонент                               | Счёт                                   | Голы                                   | Соревнование                           |                                        |
| 1                                      | 10 ноября 2017                         | Германия                               | 0:0                                    | -                                      | Товарищеский матч                      |                                        |
| 2                                      | 14 ноября 2017                         | Бразилия                               | 0:0                                    | -                                      | Товарищеский матч                      |                                        |
| 3                                      | 23 марта 2018                          | Нидерланды                             | 1:0                                    | -                                      | Товарищеский матч                      |                                        |
| 4                                      | 8 сентября 2018                        | Испания                                | 1:2                                    | -                                      | Лига наций (А)                         |                                        |
| 5                                      | 15 октября 2018                        | Испания                                | 3:2                                    | -                                      | Лига наций (А)                         |                                        |
| 6                                      | 18 ноября 2018                         | Хорватия                               | 2:1                                    | -                                      | Лига наций (А)                         |                                        |
| 7                                      | 9 июня 2019                            | Швейцария                              | 0:0 (пен. 6:5)                         |                                        | 3-е место ЛН 2018/19                   |                                        |

Итого: сыграно матчей: 7 / забито голов: 0; победы: 4, ничьи: 2, поражения: 1. eu-football.info.
Последний матч (на замене): 14 Октября 2019 года — Отбор ЧЕ-2020 (группа A) против Болгарии.

## Достижения

### Командные
«Ливерпуль»
- Чемпион Англии (2): 2019/20, 2024/25
- Обладатель Кубка Англии: 2021/22
- Обладатель Суперкубка Англии: 2022
- Победитель Лиги чемпионов: 2018/19
- Обладатель Суперкубка УЕФА: 2019
- Обладатель Кубка Футбольной лиги (2): 2021/22, 2023/24
- Победитель Клубного чемпионата мира по футболу: 2019

Англия (до 17)
- Чемпион Европы (до 17): 2014

Англия
- Бронзовый призёр Лиги наций УЕФА: 2018/19

### Личные
- Лучший молодой игрок Чемпионшипа: 2014/15
- Член символической сборной чемпионата Европы-2014 U-17